# Kościół Najświętszego Serca Pana Jezusa w Chełmie Dolnym
Kościół Najświętszego Serca Pana Jezusa w Chełmie Dolnym – katolicki kościół filialny zlokalizowany we wsi Chełm Dolny w gminie Trzcińsko-Zdrój, w powiecie gryfińskim (województwo zachodniopomorskie). Należy do parafii św. Józefa Oblubieńca Najświętszej Maryi Panny w Warnicach.

## Historia i architektura
Wzniesiony na planie prostokąta kościół jest budowlą salową, z wyodrębnionym prostokątnym prezbiterium. W XVI wieku kościół stał się świątynią luterańską. Obecny wygląd świątyni jest w dużej mierze wynikiem dokonanej w 1908 roku gruntownej przebudowy w stylu neogotyckim, w trakcie której wykonano nową elewację zachodnią i szczyt wschodni, do nawy dostawiono od strony południowej wieżę z zakrystią w przyziemiu, a także wykonano obecne portale od strony zachodniej i wieży. Wieża nakryta jest dachem namiotowym. Jako świątynia katolicka kościół został rekonsekrowany w 1947 roku. Wnętrze kościoła nakrywa płaski, drewniany strop. Nie zachowały się żadne elementy historycznego wyposażenia.
Dawny dwuuskokowy portal w ścianie południowej został zamurowany, zamurowano także pierwotne trzy okna w elewacji wschodniej, dwa w południowej i jedno w prezbiterium od strony południowej. Dwa oryginalne ostrołukowe okna zachowały się tylko w elewacji północnej, dwa pozostałe znajdujące się w niej także zamurowano, podobnie jak otwór po loży kolatorskiej. W południowo-wschodnim narożniku kościoła, na poziomie 18. warstwy od dołu, znajduje się blok kamienny z wyrytym symbolem równoramiennego krzyża. Szczyt ściany zachodniej, ponad ostrołukowym, uskokowym portalem, zdobiony jest ostrołukowymi blendami.
Kościół otacza teren dawnego cmentarza, otoczony kamiennym murem z trzema bramkami neogotyckimi. Na terenie cmentarza znajduje się lapidarium ze starych nagrobków oraz relikty kaplicy grobowej rodu von Tresckow i pomnik ku czci poległych w I wojnie światowej mieszkańców wsi.